# Щепуново (Усвятский район)
Щепуново — деревня в Усвятском районе Псковской области России. Входит в состав Церковищенской волости (с 1995 года, ранее — в Церковищенский сельсовет).

## География
Находится на юге региона, в северо-западной части района, на реке Усвяча, в 23 км к северо-востоку от райцентра Усвяты, на северной окраине волостного центра Церковище.
Улица одна: ул. Победы.

## Население
| 2001 | 2002 | 2010 |
| ---- | ---- | ---- |
| 58   | ↘43  | ↘40  |

Численность населения деревни по оценке на начало 2001 года составляла 58 жителей.

## Инфраструктура
Личное подсобное хозяйство.
Почтовое отделение, обслуживающее д. Щепуново — 182583; расположено в волостном центре д. Церковище.

## Транспорт
Просёлочная дорога.